# Lucien Graff
Lucien Graff (né le 28 novembre 1918) est un athlète suisse, spécialiste du saut en longueur.

## Biographie
Il remporte la médaille d'argent du saut en longueur lors des championnats d'Europe d'athlétisme de 1946, à Oslo, établissant la meilleure marque de sa carrière avec 7,40 m.

### Palmarès
| Date | Compétition           | Lieu | Résultat | Épreuve          | Performance |
| ---- | --------------------- | ---- | -------- | ---------------- | ----------- |
| 1946 | Championnats d'Europe | Oslo | 2e       | Saut en longueur | 7,40 m      |

### Records
| Épreuve          | Performance | Lieu | Date         |
| ---------------- | ----------- | ---- | ------------ |
| Saut en longueur | 7,40 m      | Oslo | 24 août 1946 |